# オホーツクプレート

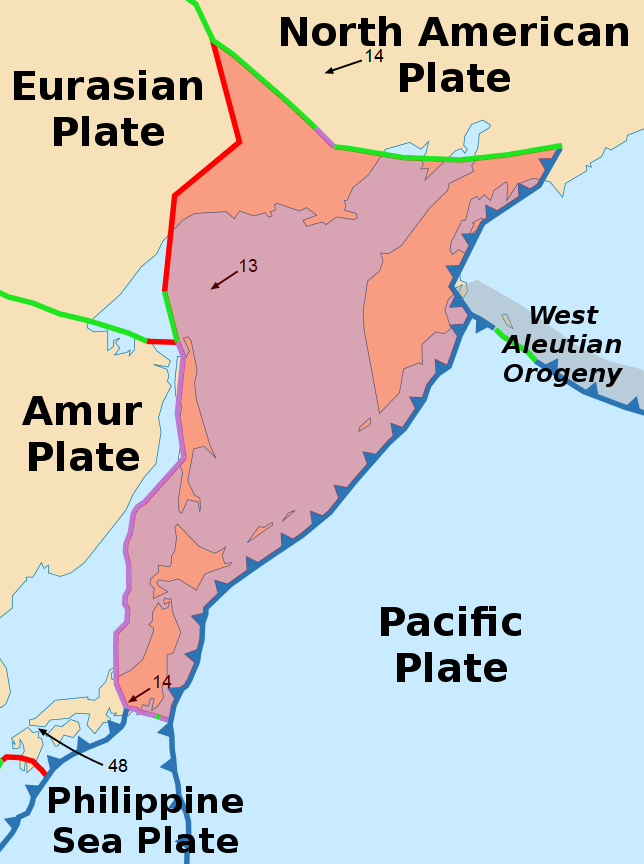
オホーツクプレートとその周辺

オホーツクプレート（ロシア語: Охотская плита、英語: Okhotsk Plate）は、東日本及びオホーツク海、カムチャツカ半島を覆うと考えられているプレートである。

## 概要
元々は北アメリカプレートの一部として考えられてきた。その後独立したオホーツクプレートとして考える見方が出てきたが、近年の研究によって北アメリカプレートの一部であるとの見方が有力になっている。
オホーツクプレートを仮定する場合、北アメリカプレートとの境界はトランスフォーム断層であるウラハン断層となる。東側では千島・カムチャツカ海溝や日本海溝を挟んで太平洋プレートと、南側では相模トラフを挟んでフィリピン海プレートと、北西側ではユーラシアプレートと、南西側ではアムールプレートと接している。
ユーラシアプレート及びアムールプレートとの境界線は日本海から樺太にかけての地震多発地帯であるとされ、その境界近く起こった地震として1891年の濃尾地震がある。また境界上では1995年のネフチェゴルスク地震も挙げられる。
太平洋プレートとの境界は沈み込み帯で、衝上型の大地震が頻発している。その例として1737年と1952年に発生したカムチャツカ地震が挙げられ、前者のマグニチュード(M)は9.0-9.3、後者のそれは9.0とされる。2003年9月26日には北海道でM8.0の十勝沖地震が、2006年11月15日には千島列島沖でM8.3の千島列島沖地震が発生している。さらに、2011年3月11日にはM9.0の東北地方太平洋沖地震が発生した。